# 5382 McKay
5382 McKay este un asteroid din centura principală de asteroizi.

## Descriere
5382 McKay este un asteroid din centura principală de asteroizi. A fost descoperit pe 8 mai 1991 la Siding Spring de Robert H. McNaught. Asteroidul prezintă o orbită caracterizată de o semiaxă mare de 2,63 ua, o excentricitate de 0,09 și o înclinație de 12,8° în raport cu ecliptica.